# Porfido rosso antico

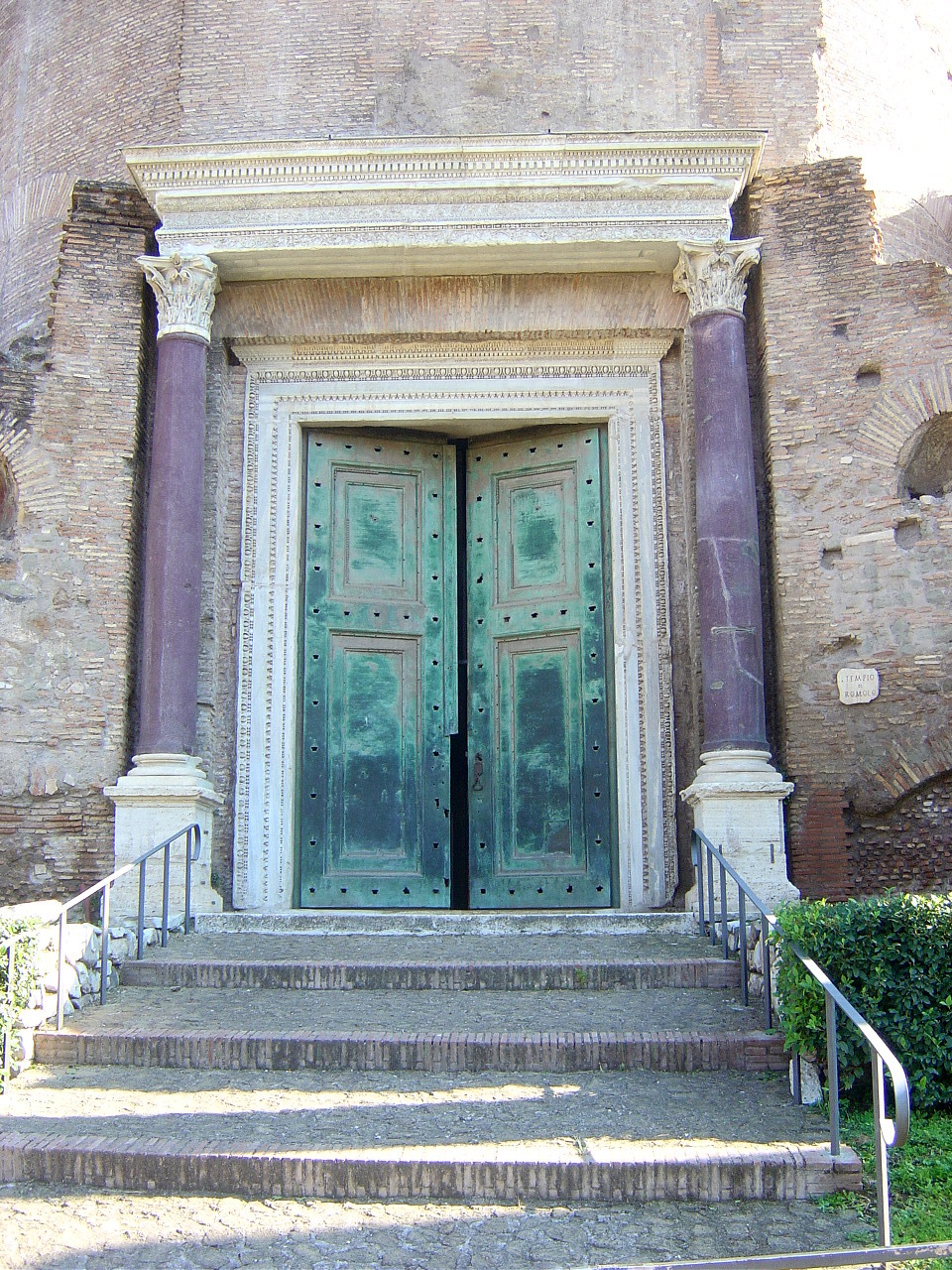
Atrio del Tempio della Pace con due colonne in porfido

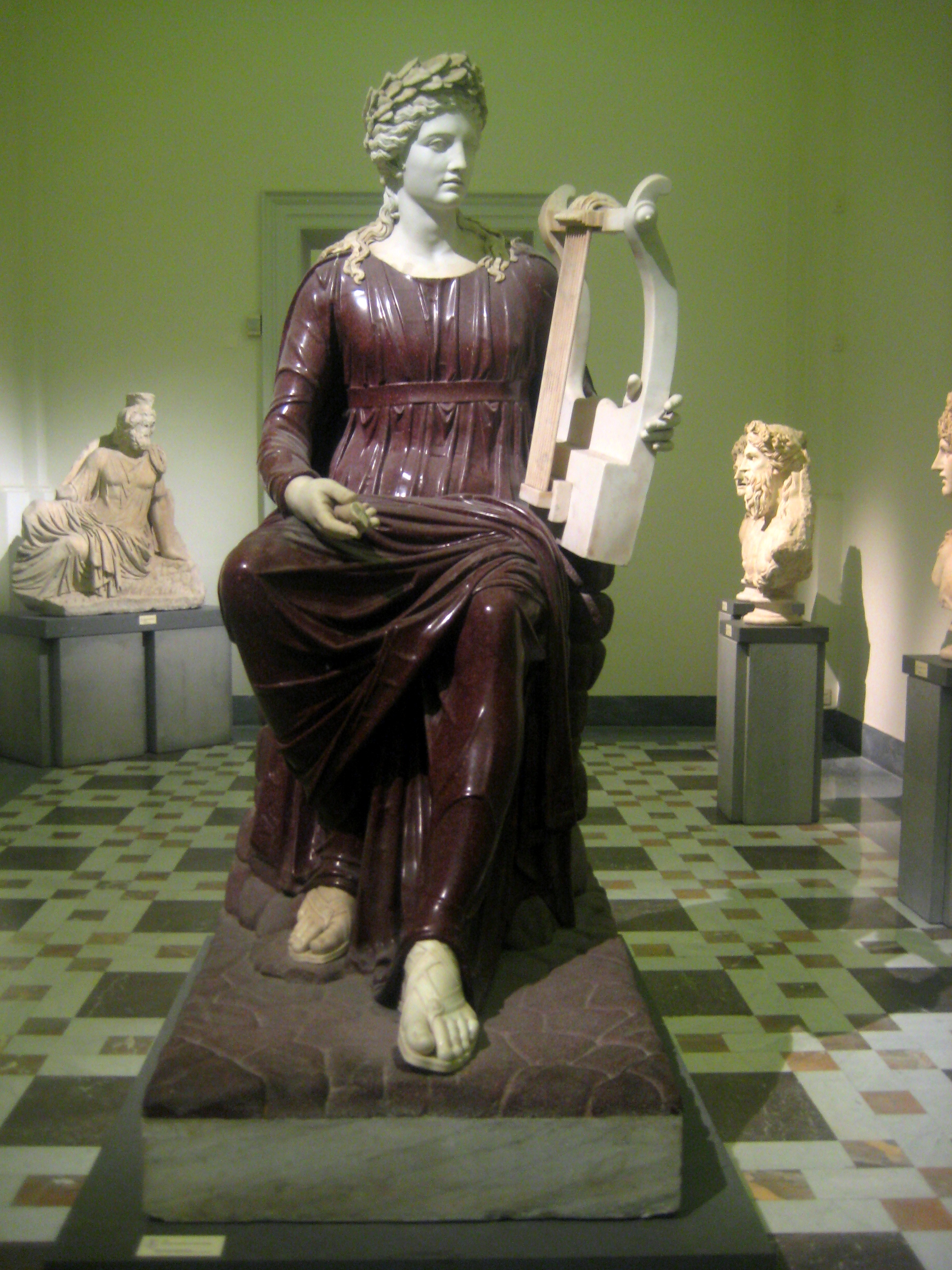
Statua di Apollo, Museo Archeologico di Napoli

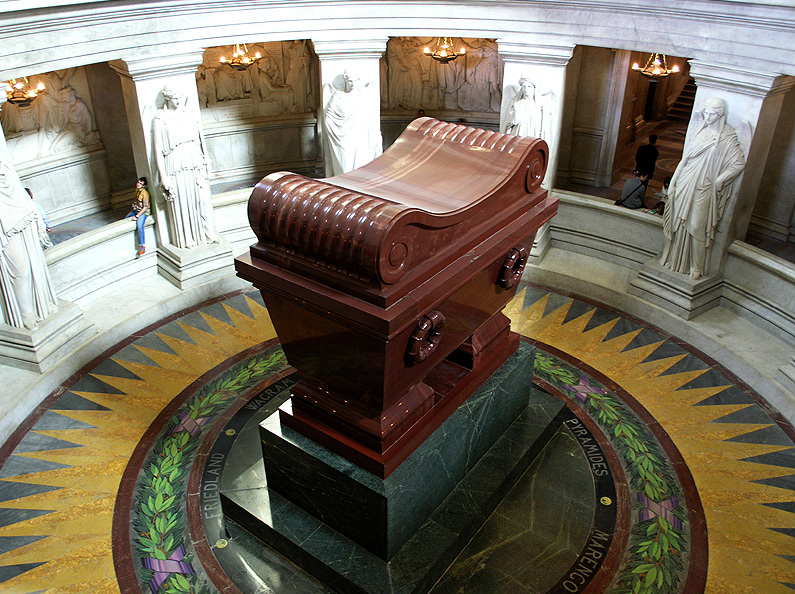
Tomba di Napoleone, Hôtel des Invalides, Parigi

Il cosiddetto porfido rosso è un materiale lapideo utilizzato nell'antichità dagli egiziani e dai Romani che lo chiamavano lapis porphyrites a causa del suo colore rosso porpora. 

## Caratteristiche
Si tratta di una roccia ignea effusiva, classificabile tra le andesiti, con tessitura porfirica, cioè con cristalli di dimensioni relativamente grandi detti fenocristalli (visibili ad occhio nudo) immersi in una pasta di fondo microcristallina o vetrosa.

## Roma
Le cave si trovavano in Egitto, sul Mons Porphyrites, o Porphyreticus, o Mons Igneus, un massiccio montuoso oggi chiamato Gebel Dokhan situato ad ovest di Hurghada, nel deserto orientale egiziano.
Fu utilizzato per i sarcofagi faraonici e per la statuaria in Egitto, in particolare durante la dinastia dei Tolomei. Dopo la conquista di Augusto, del 31 a.C., fu utilizzata anche a Roma. 
Si tratta di un materiale estremamente duro e difficile da lavorare, altamente apprezzato per il suo colore. A causa di tale caratteristica cromatica fu usato per opere destinate all'imperatore e alla ristretta cerchia della sua famiglia, essendo il colore rosso porpora associato alla dignità imperiale. Le stesse cave egiziane divennero di proprietà imperiale, difese da un fortino costruito al tempo di Tiberio.
Fu utilizzato oltre che nella statuaria, nei sarcofaghi, nei rivestimenti decorativi (opus sectile) ed per elementi architettonici come le colonne. Si riscontrano due tipi di statue romane: quelle interamente in porfido, riservate agli imperatori, per es. il gruppo dei tetrarchi, ora a Venezia e quelle con tecnica mista, usate per le divinità, che assemblavano due materiali: il marmo bianco per le carni e il porfido per le vesti.
La tradizione di riservarne l'uso ai soli imperatori si mantenne nell'Impero bizantino. Per esempio nella basilica di Santa Sofia a Costantinopoli la posizione dell'imperatore alle funzioni è segnalata da un disco rosso di porfido, così come nell'antica e attuale basilica di San Pietro in Vaticano. In porfido sono i sarcofaghi di Elena e di Costantina, madre e figlia dell'imperatore Costantino I, custoditi nei Musei Vaticani.
Dal V secolo il suo colore rosso venne assimilato al culto del corpo di Cristo.

## Medioevo
L'importanza del porfido sul piano simbolico continuò anche nel medioevo e molti sovrani emularono la tradizione imperiale romana facendosi seppellire in tombe di porfido come quelle dei re di Sicilia nella cattedrale di Palermo, dove si trovano il sarcofago di Ruggero II e di Federico II.
Nel secolo XII anche due papi vollero tombe di porfido Innocenzo II e Papa Anastasio IV (che riutilizzò il sarcofago di Elena). 
Nell'abbazia di Saint Denis l'abate Sugerio fece creare un'aquila d'argento dorato, usando come corpo dell'uccello un vaso antico di porfido rosso egizio, recuperato in un deposito dell'abbazia. Il manufatto è ora esposto al museo del Louvre.
Il porfido che già si trovava in piccole pezzature nei pavimenti di epoca tardo antica insieme al porfido verde antico, fu ampiamente reimpiegato nei pavimenti cosmateschi.
Il porfido rosso venne anche utilizzato nelle colonnine del pulpito di Pisa costruito nell'età gotica.

## XVI secolo e seguenti
Nel Rinascimento fiorentino si riscoprì l'arte dell'intaglio del porfido in particolare per l'opera del fiorentino Francesco del Tadda che realizzò opere utilizzando materiale di spoglio. Sembra che tale competenza sia derivata dalla messa a punto di utensili metallici particolarmente duri, grazie ad una particolare tempra in grado di incidere il durissimo materiale.
La sua opera più conosciuta è la statua della Giustizia posta sulla colonna innalzata in piazza Santa Trinita.
Fino al XVIII secolo fu utilizzato solo materiale di spoglio, tenuto anche conto che non era più conosciuta l'ubicazione delle cave egiziane da molti secoli non più sfruttate. In seguito furono aperte cave di materiali simili al porfido rosso antico anche in Europa, ad esempio in Russia e Finlandia, da cui proviene la pietra utilizzata per il sarcofago di Napoleone I conservato nella chiesa di Saint-Louis des Invalides a Parigi.
Da notare che i membri scientifici della spedizione francese durante la spedizione di Napoleone cercarono invano il sito di estrazione, e fu solo nel 1823 che le cave furono riscoperte dagli egittologi inglesi James Burton e John Gardner Wilkinson.
Un particolare tipo di porfido rosso viene estratto e lavorato tutt'oggi nelle cave di Cuasso al Monte in provincia di Varese. Questo materiale venne impiegato dai romani e dai Longobardi per la costruzione di avamposti militari nella zona prealpina come il Castello di Cuasso. Anche nel medioevo e durante il periodo rinascimentale venne impiegato nella costruzione di chiese ed edifici religiosi. A partire da fine '800 questo materiale per la sua resistenza e colore venne impiegato per arredare viali e piazze di Milano, Lugano, Bellinzona, Varese e di svariati centri della Regione insubrica.

## Galleria d'immagini

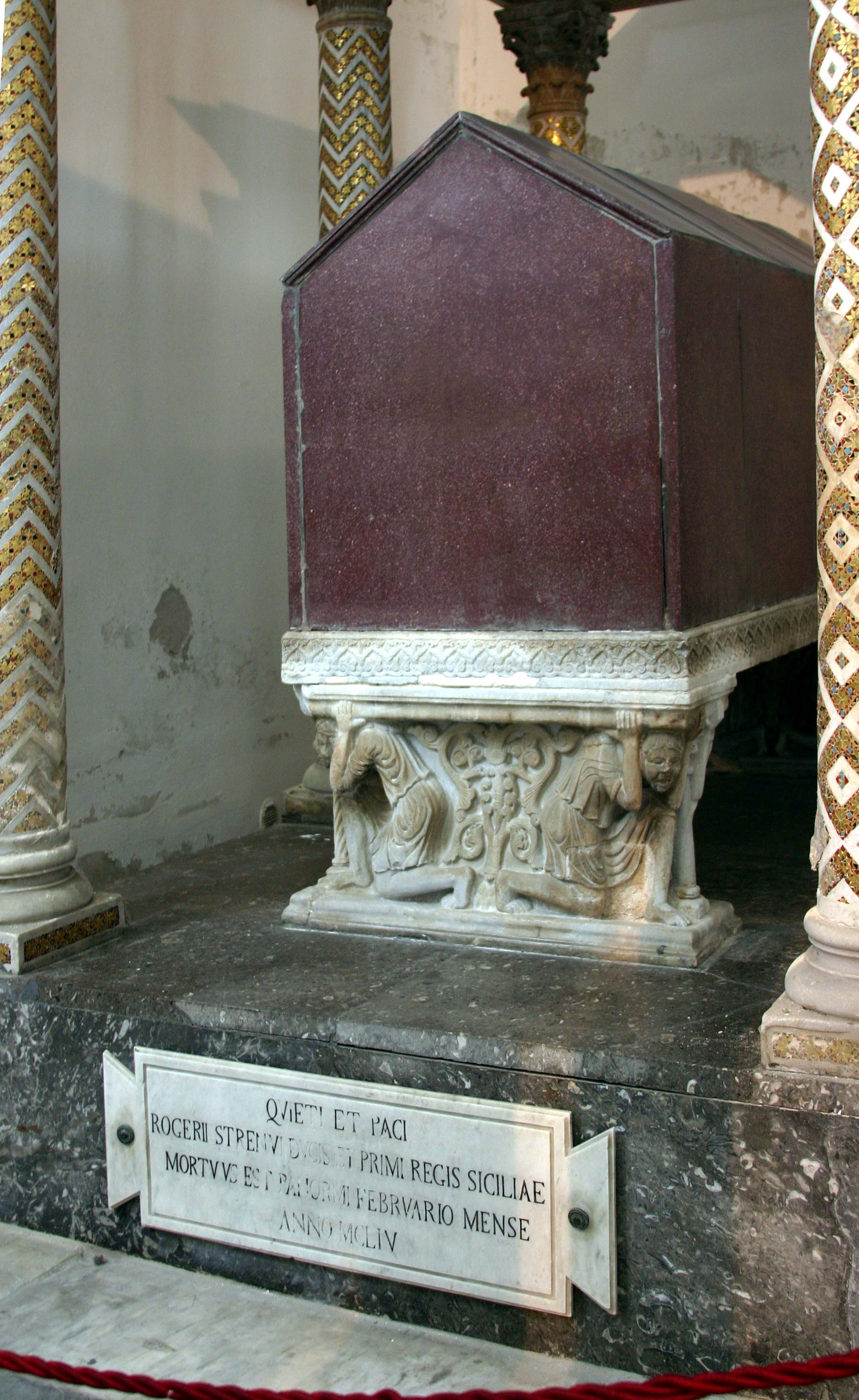
Sarcofago di Ruggero II, Cattedrale di Palermo
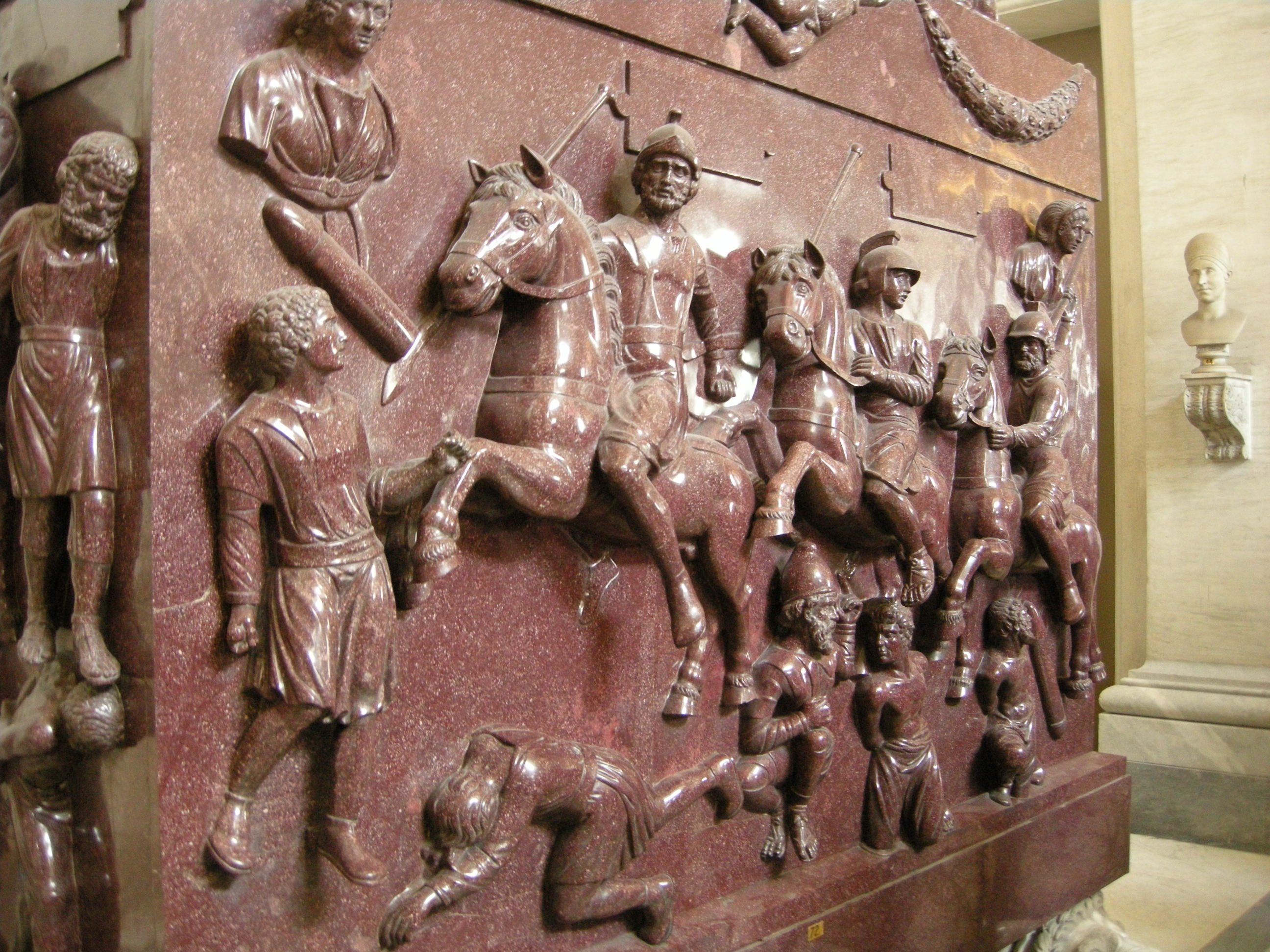
Sarcofago di Elena, Musei Vaticani
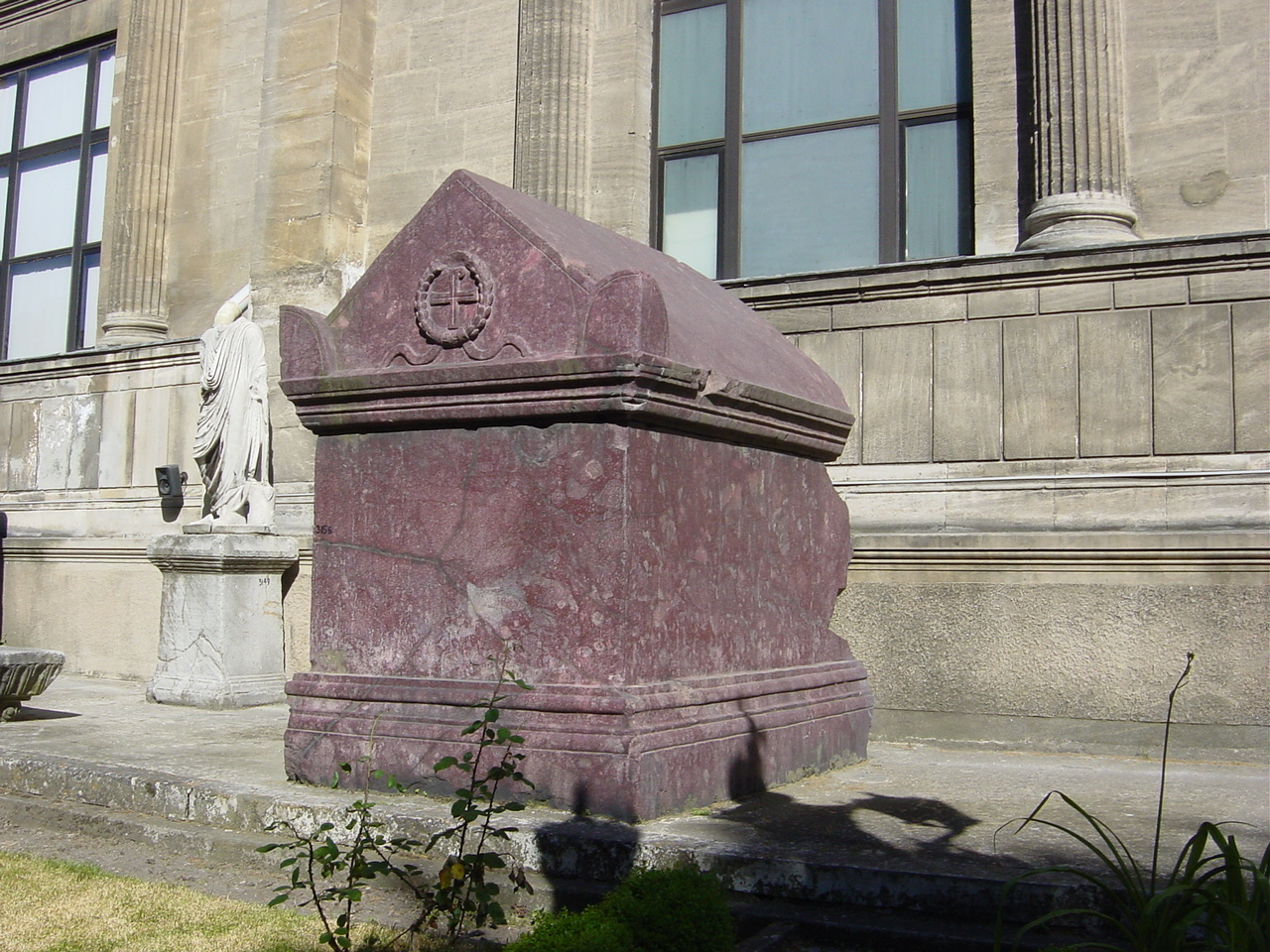
Sarcofago imperiale bizantino, Museo di archeologia di Istanbul